# Tympanogaster wattsi
Tympanogaster wattsi är en skalbaggsart som beskrevs av Perkins 2006. Tympanogaster wattsi ingår i släktet Tympanogaster och familjen vattenbrynsbaggar. Inga underarter finns listade i Catalogue of Life.